# Schmigadoon!
Schmigadoon! é uma série de televisão via streaming de comédia musical americana criada por Cinco Paul e Ken Daurio, com todas as canções de autoria de Paul, que também atua como showrunner. A série foi ao ar na Apple TV+, estreando em 16 de julho de 2021 e sendo finalizada em 13 de agosto de 2021, contando com 6 episódios. É dirigida por Barry Sonnenfeld, com coreografia de Christopher Gattelli.
A série é uma paródia e uma homenagem aos musicais da Idade de Ouro das décadas de 1940 e 1950.
A série é estrelada por um elenco liderado por Cecily Strong e Keegan-Michael Key. Outros membros do elenco incluem Fred Armisen, Dove Cameron, Jaime Camil, Kristin Chenoweth, Alan Cumming, Ariana DeBose, Ann Harada, Jane Krakowski, Martin Short e Aaron Tveit.

## Enredo
Um casal, Melissa e Josh, faz uma viagem na tentativa de consertar seu relacionamento fracassado, apenas para descobrir que ainda estão discutindo. Eles então descobrem uma cidade mágica chamada Schmigadoon, que está perpetuamente presa em um musical no estilo da Idade de Ouro, e lentamente percebem que não podem partir até que encontrem o amor verdadeiro. O título e o conceito são uma paródia do musical Brigadoon, de 1947.

## Elenco e personagens

### Principal
- Keegan-Michael Key como Josh Skinner, um médico de Nova York e namorado de Melissa.[7]
- Cecily Strong como Melissa Gimble, uma médica de Nova York e namorada de Josh[7]
- Fred Armisen como reverendo Howard Layton[7]
- Kristin Chenoweth como Margaret / Mildred Layton, a esposa do reverendo, baseada principalmente na Sra. Shinn de The Music Man.[7]
- Dove Cameron como Betsy McDonough, uma das sete filhas do Fazendeiro McDonough, inspirada em Ado Annie de Oklahoma![7]
- Jaime Camil como Doc Lopez
- Alan Cumming como prefeito Aloysius Menlove, o prefeito enrustido de Schmigadoon[7]
- Ariana DeBose como Emma Tate, professora da escola de Schmigadoon, baseada em Marian Paroo de The Music Man.
- Ann Harada como Florence Menlove, a esposa leal, mas frustrada do prefeito.
- Jane Krakowski como condessa Gabriele Von Blerkom, uma rica debutante baseada na Baronesa de The Sound of Music.[7]
- Martin Short como Leprechaun, um diabinho mágico baseado em Og de Finian's Rainbow.[7][8]
- Aaron Tveit como Danny Bailey

### Participação
- Peppermint como Madame Vina
- Kevin McNulty como Fazendeiro McDonough
- Timothy Webber como Marv

### Co-estrelando
- Bijou Brattston como Tootie McDonough, uma das sete filhas do Fazendeiro McDonough.
- Kyra Leroux como Carrie, uma das sete filhas do Fazendeiro McDonough.
- Liam Quiring-Nkindi como Carson, irmão mais novo balbuciante de Emma Tate que anuncia mudanças na cena. Baseado em Winthrop Paroo de The Music Man.[9]
- Darcey Johnson como Harvey.
- Amitai Marmorstein como Pete, o alegre leiteiro, que costuma ser objeto de violência fora da tela, como a espingarda do fazendeiro McDonough.
- Scott Patey como Larry, o bombeiro.
- Pedro Salvin como velho Doc Lopez, pai de Doc Lopez
- Garfield Wilson como Henry, o homem do gelo.

## Episódios
| N.º | Título              | Dirigido por     | Escrito por                             | Exibição original    |
| --- | ------------------- | ---------------- | --------------------------------------- | -------------------- |
| 1 | "Schmigadoon!"      | Barry Sonnenfeld | Cinco Paul & Ken Daurio                 | 16 de julho de 2021  |
| Melissa Gimble (Cecily Strong) e Josh Skinner (Keegan-Michael Key) são médicos na cidade de Nova York que se conhecem quando chutam uma máquina de venda automática e lhes dá todos os doces da máquina. Com o passar dos anos, seu relacionamento se torna tenso. Um dia, eles fazem uma viagem de mochila às costas, que se torna desastrosa quando se perdem. De repente, eles veem uma ponte de pedra, onde eles cruzam para encontrar uma cidade aparentemente idílica chamada Schmigadoon, onde todos agem como se estivessem em um musical dos anos 1940 e 1950. Melissa canta junto, já que é fã de musicais, mas Josh não gosta. Melissa também gosta de Danny Bailey (Aaron Tveit), o carnie local. Na manhã seguinte, Melissa e Josh tentam ir embora, mas descobrem que não conseguem. Um duende (Martin Short) diz a eles, em uma canção, que eles não podem deixar Schmigadoon até que encontrem o "amor verdadeiro". |                     |                  |                                         |                      |
| 2 | "Lovers' Spat"      | Barry Sonnenfeld | Cinco Paul & Ken Daurio, Julie Klausner | 16 de julho de 2021  |
| Imediatamente após descobrirem que não podem deixar Schmigadoon, Melissa e Josh entram em uma discussão, nada ajudado pelos cantores da cidade, que termina com eles se separando. Melissa sai para uma caminhada onde encontra o prefeito de Schmigadoon Aloysius Menlove (Alan Cumming), que a anima com uma música que sugere fortemente que ele está no armário. Enquanto isso, Josh se interessa pela promíscua garçonete loira de pele clara Betsy (Dove Cameron), que oferece sua cesta no leilão de cestas mais tarde. Durante o leilão, Melissa fica intoxicada com ponche de cravos, e Josh vence o leilão da cesta de Betsy. Melissa leiloa a si mesma e é vendida a Danny. Mais tarde naquela noite, Josh fica desconfortável ao descobrir que está namorando uma menor. A noite é interrompida pelo pai de Betsy e sua espingarda. |                     |                  |                                         |                      |
| 3 | "Cross That Bridge" | Barry Sonnenfeld | Julie Klausner & Bowen Yang             | 23 de julho de 2021  |
| Na manhã seguinte, Melissa acorda e encontra Danny fazendo seu café da manhã. Mas ela o vê mais como um caso de uma noite e o deixa enquanto ele ainda está solilóquio sobre seu futuro filho. Enquanto isso, Josh rapidamente fica noivo de Betsy. Melissa e Josh tiveram o alojamento negado, já que Mildred (Kristin Chenoweth) os baniu da pousada por causa de seus preconceitos contra eles. Josh tenta cruzar a ponte com Betsy para ver se ela é seu verdadeiro amor, mas ele falha, então ele tenta novamente com outras mulheres, sem sucesso. Melissa tenta buscar a ajuda da esposa do prefeito (Ann Harada), que parece estar ciente de sua orientação sexual. Josh é repentinamente pego pelo fazendeiro McDonough, que o persegue com sua espingarda. Josh busca consolo na igreja do reverendo Layton (Fred Armisen), quando de repente ele percebe Emma Tate (Ariana DeBose), a professora de Schmigadoon, que não cruzou a ponte com ele. Melissa pede emprego de enfermeira para Doc Lopez (Jamie Camil), por quem ela se apaixona instantaneamente.                                                              |                     |                  |                                         |                      |
| 4 | "Suddenly"          | Barry Sonnenfeld | Cinco Paul & Ken Daurio, Kate Gersten   | 30 de julho de 2021  |
| Em um flashback, Josh e Melissa fogem de uma peça off-off-Broadway na qual seu amigo estrela; eles expressam seu amor um pelo outro. Josh se torna o novo faz-tudo de Emma Tate em troca de hospedagem; ela é severa, mas o encoraja a acreditar em si mesmo. Ela também o salva do pai de Betsy. Melissa começa a trabalhar como enfermeira, mas Doc Lopez é tirânico e conservador; ele se recusa a ajudar Nancy, uma jovem grávida, e seu namorado, então Melissa dá a eles uma aula de educação sexual, e ela e Josh ajudam a dar à luz o bebê. O prefeito Menlove se apresenta para os habitantes da cidade. Refletindo sobre isso e seu crescente respeito por Melissa, Doc Lopez suaviza, e ele declara seu amor por ela, enquanto Emma admite seu amor por Josh depois que ele gentilmente ajuda a confiança de seu irmão caçula. |                     |                  |                                         |                      |
| 5 | "Tribulation"       | Barry Sonnenfeld | Allison Silverman                       | 6 de agosto de 2021  |
| Em um flashback, Josh é preterido por uma bolsa. Melissa o conforta, mas ele zomba dela por ser um clichê mal falado, desculpando-se naquela noite. Em Schmigadoon, Mildred Layton incita o pânico moral contra os "estranhos" e anuncia sua candidatura a prefeita. Enquanto isso, a glamorosa noiva de Doc Lopez, Condessa Gabrielle von Blerkom, retorna inesperadamente à cidade. Melissa espera que a condessa graciosamente se afaste, como em A Noviça Rebelde, mas em vez disso ela leva Melissa para um passeio e abandona Melissa sob a mira de uma arma no campo. Melissa descobre que o coração simbólico que ela pensava que Josh havia perdido estava em sua própria mochila o tempo todo; então ela descarta um balé dos sonhos em seus momentos iniciais. Emma confidencia a Josh que ela é a mãe de Carson, e seus pais a rejeitaram por engravidar fora do casamento. Carson ouve e foge. Josh procura por ele na floresta, onde Danny o embosca e o derruba no chão; Josh encontra o coração simbólico que Melissa jogou no lago.                                                                                 |                     |                  |                                         |                      |
| 6 | "How We Change"     | Barry Sonnenfeld | Cinco Paul & Ken Daurio                 | 13 de agosto de 2021 |
| Josh encontra Carson e pede que ele perdoe Emma, que chega e propõe que eles cruzem a ponte para começar uma vida juntos. Doc Lopez resgata Melissa, declarando que a escolheu em vez da Condessa, mas ela decidiu tentar salvar seu relacionamento com Josh. Enquanto isso, Josh percebe que ele quer a mesma coisa, e ele e Emma são apenas amigos. Na cidade, Mildred está prestes a vencer a eleição. Melissa chega, seguida por Josh, interrompendo a votação. Ela se desculpa, e seus sentimentos fluem em uma canção sincera; os dois dançam juntos. Mildred denuncia os nova-iorquinos, mas Emma diz que eles ensinaram os habitantes da cidade a viver como eles são. Até a Sra. Menlove concorda. Emma anuncia que ela é a mãe de Carson, e outras pessoas da cidade revelam segredos antigos. Acontece que Mildred é a mãe de Nancy e o Reverendo Layton tem sentimentos pelo prefeito Menlove. Mildred faz uma birra e o prefeito é reeleito de lavada. Melissa diz a Mildred que não é tarde para mudar, e a cidade comemora, animada por estilos musicais mais modernos. De mãos dadas, Josh e Melissa cruzam a ponte. |                     |                  |                                         |                      |

## Produção
Foi anunciado em janeiro de 2020 que Cecily Strong iria estrelar e produzir a série, com um pedido de série pela Apple TV+ perto da finalização. Em outubro, Keegan-Michael Key, Alan Cumming, Fred Armisen, Kristin Chenoweth, Aaron Tveit, Dove Cameron, Ariana DeBose, Jaime Camil, Jane Krakowski e Ann Harada se juntaram ao elenco.
Cinco Paul teve a ideia do show há mais de 20 anos, mas na época foram dois homens que toparam com o musical. De acordo com ele, quando mudou para "um casal que está preso lá até que eles possam encontrar o amor verdadeiro", isso realmente o tocou.
Bo Welch é o designer de produção da série. Barry Sonnenfeld dirigiu a série e também foi produtor executivo. Além de estrelar, Cecily Strong atua como produtora, e Ken Daurio atua como produtor consultor e escritor. Andrew Singer também é produtor executivo com Lorne Michaels em nome da Broadway Video. Além de Paul e Daurio, Allison Silverman, Julie Klausner, Kate Gersten e Bowen Yang também são roteiristas do programa. A primeira temporada foi escrita no verão (hemisfério norte) de 2019. A temporada será composta por seis episódios.
As filmagens começaram em Vancouver em 13 de outubro de 2020 e terminaram em 10 de dezembro.

## Trilha sonora
Cinco Paul escreveu todas as músicas originais da série e também atua como showrunner. O sublinhado foi composto por Christopher Willis. As trilhas sonoras estão planejadas para serem lançadas pela Milan Records a cada episódio que for lançado.
| Schmigadoon! Episode 1 (Apple TV+ Original Series Soundtrack) track listing |                                                   |                                                       |         |  |
| N.º                                                                         | Título                                            | Artista(s)                                            | Duração |  |
| 1.                                                                          | "Schmigadoon! Main Title"                         | Cinco Paul                                            | 1:14    |  |
| 2.                                                                          | "Schmigadoon!"                                    | Elenco de Schmigadoon! Alan Cumming Kristin Chenoweth | 4:12    |  |
| 3.                                                                          | "You Can't Tame Me"                               | Aaron Tveit                                           | 3:23    |  |
| 4.                                                                          | "Corn Puddin'"                                    | Cecily Strong Elenco de Schmigadoon!                  | 1:45    |  |
| 5.                                                                          | "Leprechaun Song"                                 | Martin Short                                          | 0:42    |  |
| 6.                                                                          | "Score: "Just one kick and apparently magic?""    | Christopher Willis                                    | 2:19    |  |
| 7.                                                                          | "Score: "See you at seven.""                      | Willis                                                | 2:01    |  |
| 8.                                                                          | "Score: "It's like a trick bridge or something."" | Willis                                                | 1:08    |  |

| Schmigadoon! Episode 2 (Apple TV+ Original Series Soundtrack) track listing |                                            |                                  |         |  |
| N.º                                                                         | Título                                     | Artista(s)                       | Duração |  |
| 1.                                                                          | "Lovers' Spat"                             | Elenco de Schmigadoon! Chenoweth | 3:40    |  |
| 2.                                                                          | "Somewhere Love Is Waiting for You"        | Cumming                          | 1:53    |  |
| 3.                                                                          | "Enjoy the Ride (Part I)"                  | Strong Tveit                     | 2:24    |  |
| 4.                                                                          | "Enjoy the Ride (Part II)"                 | Dove Cameron Strong Tveit        | 1:50    |  |
| 5.                                                                          | "Score: "Have you been crying?""           | Willis                           | 0:43    |  |
| 6.                                                                          | "Score: "It's the Picnic Basket Auction!"" | Willis                           | 0:37    |  |

| Schmigadoon! Episode 3 (Apple TV+ Original Series Soundtrack) track listing |                                                                   |                        |         |  |
| N.º                                                                         | Título                                                            | Artista(s)             | Duração |  |
| 1.                                                                          | "To The Right, To the Left"                                       | Paul                   | 0:52    |  |
| 2.                                                                          | "You Done Tamed Me"                                               | Tveit                  | 1:55    |  |
| 3.                                                                          | "He's a Queer One, That Man o' Mine"                              | Ann Harada             | 2:19    |  |
| 4.                                                                          | "Cross That Bridge"                                               | Elenco de Schmigadoon! | 2:37    |  |
| 5.                                                                          | "Enjoy the Ride (Reprise)"                                        | Strong                 | 0:30    |  |
| 6.                                                                          | "Score: "Oh, Betsy...""                                           | Willis                 | 1:02    |  |
| 7.                                                                          | "Score: "That is the most beautiful thing that I've ever heard."" | Willis                 | 0:32    |  |
| 8.                                                                          | "Score: "She told Poppa!""                                        | Willis                 | 0:35    |  |

| Schmigadoon! Episode 4 (Apple TV+ Original Series Soundtrack) track listing |                                                          |                                        |         |  |
| N.º                                                                         | Título                                                   | Artista(s)                             | Duração |  |
| 1.                                                                          | "With All of Your Heart"                                 | Ariana DeBose Crianças de Schmigadoon! | 3:46    |  |
| 2.                                                                          | "Va-Gi-Na"                                               | Strong Cassandra Consiglio Alex Barima | 1:18    |  |
| 3.                                                                          | "Somewhere Love Is Waiting for You (Coming Out Reprise)" | Cumming                                | 0:37    |  |
| 4.                                                                          | "Suddenly"                                               | Jaime Camil DeBose                     | 3:16    |  |
| 5.                                                                          | "Score: "Can I tempt you with anything?""                | Willis                                 | 0:50    |  |
| 6.                                                                          | "Score: "You were amazing.""                             | Willis                                 | 1:23    |  |

| Schmigadoon! Episode 5 (Apple TV+ Original Series Soundtrack) track listing |                                        |                                  |         |  |
| N.º                                                                         | Título                                 | Artista(s)                       | Duração |  |
| 1.                                                                          | "Suddenly (Melissa Reprise)"           | Strong Camil                     | 1:17    |  |
| 2.                                                                          | "Tribulation"                          | Chenoweth Elenco de Schmigadoon! | 3:59    |  |
| 3.                                                                          | "I Always, Always, Never Get My Man"   | Jane Krakowski                   | 1:41    |  |
| 4.                                                                          | "Score: "It'th raithin' bread!""       | Willis                           | 0:38    |  |
| 5.                                                                          | "Score: "I want Jorge!""               | Willis                           | 0:52    |  |
| 6.                                                                          | "Score: "It wasn't meant to happen.""  | Willis                           | 1:08    |  |
| 7.                                                                          | "Score: "That's for stealin' my gal."" | Willis                           | 0:59    |  |

## Lançamento
Um trailer da série foi lançado em 25 de junho de 2021. Os dois primeiros episódios foram lançados na Apple TV+ em 16 de julho, seguidos de um novo episódio a cada sexta-feira subsequente.

## Recepção
No site agregador de críticas Rotten Tomatoes, Schmigadoon! recebeu o selo Certified Fresh e possui um índice de aprovação de 88% com base em 72 comentários, com uma classificação média de 7.40/10. O consenso crítico do site diz, "As piadas inteligentes dentro do teatro de Schmigadoon! podem não ser para todos, mas não há como negar a alegria de ver este talentoso conjunto cantar (e dançar!) com todo o coração" No Metacritic, que usa uma média ponderada, a série tem uma pontuação de 73 de 100 com base em 34 críticos, indicando "críticas geralmente favoráveis".